# Acacia normalis
Acacia normalis é uma espécie de leguminosa do gênero Acacia, pertencente à família Fabaceae.